# 努万托
努万托（法語：Nointot，法語發音：[nwɛ̃to]）是法国滨海塞纳省的一个市镇，属于勒阿弗尔区。

## 地理
努万托（49°35'53"N, 0°28'38"E）面积6 平方千米，位于法国诺曼底大区滨海塞纳省，该省份为法国北部沿海省份，其西部及北部濒大西洋英吉利海峡，东起顺时针与索姆省、瓦兹省、厄尔省和卡爾瓦多斯省接壤。
与努万托接壤的市镇（或旧市镇、城区）包括：贝尼耶尔、博尔贝克、拉夫托、鲁维尔、圣让德拉讷维尔。

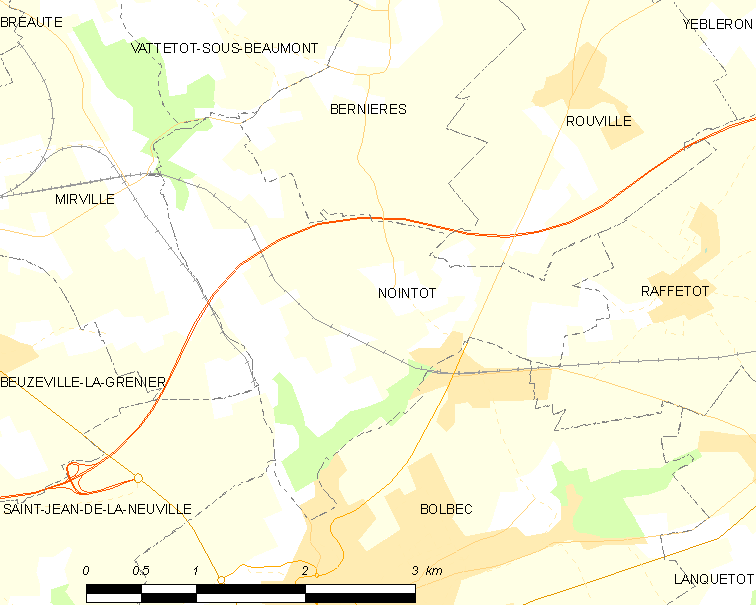
努万托的OSM定位图

努万托的时区为UTC+01:00、UTC+02:00（夏令时）。

## 行政
努万托的邮政编码为76210，INSEE市镇编码为76468。

## 政治
努万托所属的省级选区为博尔贝克县。

## 人口

1962-2008年间努万托人口变化图示

努万托于2022年1月1日时的人口数量为1369人。